# Trigophora fallax
Trigophora fallax is een halfvleugelig insect uit de familie Aphrophoridae. De wetenschappelijke naam van deze soort is voor het eerst geldig gepubliceerd in 1904 door Matsumura.